# Сърпа
Сърпа (изписване до 1945 година: Сѫрпа, на гръцки: Σούρπα, Сурпа, понякога Σύρπη, Сирпи) е бивше село в Гърция, в дем Висалтия, област Централна Македония, слято с град Нигрита.

## География
Сърпа е северозападният квартал на Нигрита.

## История
През XIX век и началото на XX век Сърпа е село, числящо се към Сярската каза на Османската империя.
Александър Синве ("Les Grecs de l’Empire Ottoman. Etude Statistique et Ethnographique"), който се основава на гръцки данни, в 1878 година пише, че в Сирпа (Sirpa) живеят 4400 гърци. Според „Етнография на вилаетите Адрианопол, Монастир и Салоника“, издадена в Константинопол в 1878 година и отразяваща статистиката на населението от 1873 година, Серта (Serta) има 104 домакинства с 300 жители гърци. В 1889 година Стефан Веркович (Топографическо-этнографическій очеркъ Македоніи) пише за Нигослав:
| „ | Сарба е християнско село близо до Нигрита, с което съставлява едно цяло, тъй като ги раздел само споменатата рекичка; 1 църква, 1 училище; жителите са гърци. | “ |

В 1891 година Георги Стрезов пише за селото:
| „ | Сърпа, на СЗ от Нигрита, разстояние по-малко от 1/4 час и разделено само с едно трапище. Сърпа може да се счита като махала от Нигрита. Жителите си имат дюкяните в Нигрита. Поминък и състояние - същите. 150 къщи гръцки; църква и мъжко училище. | “ |

Според Васил Кънчов („Македония. Етнография и статистика“) в началото на XX век Сърпа има 750 жители гърци.
По данни на секретаря на Българската екзархия Димитър Мишев („La Macédoine et sa Population Chrétienne“) в 1905 година в Сирпа (Sirpa) живеят 1450 гърци и в него работи гръцко училище с 3 учители и 130 ученици.